# Annegret Strauchová
Annegret Strauchová, nepřechýleně Annegret Strauch (* 1. prosince 1968, Radebeul, Německá demokratická republika) je bývalá německá veslařka, která do roku 1990 reprezentovala Německou demokratickou republiku.
Dvakrát se stala olympijskou vítězkou na osmě, roce 1988 jako reprezentantka NDR a v roce 1992 jako reprezentantka sjednoceného Německa. Je též mistryní světa z roku 1989 na čtyřce bez kormidelnice.